# Anne Kessler
Pour les articles homonymes, voir Kessler.
Anne Kessler, née en 1964, est une actrice française sociétaire honoraire de la Comédie-Française. Formée à l’École du Théâtre national de Chaillot auprès d’Antoine Vitez, il lui proposera d'être pensionnaire à la Comédie-Française qu'elle intègre à 24 ans, en 1989. Actrice, elle alterne les rôles comiques, tragiques ou romantiques dans une soixantaine de pièces. Elle a été dirigée par Piotr Fomenko, Alain Françon, Jean-Pierre Vincent, Denis Podalydès, Jacques Lassalle, Christophe Rauck ou Arnaud Despleschin. Elle se lance dans la mise en scène avec Griefs en 2006 au Studio-Théâtre. Elle enchaine les mises en scène au sein de la Comédie-Francaise, en parallèle de sa carrière d'actrice. Hors Comédie-Française, elle met en scène en 2012 Des fleurs pour Algernon de Daniel Keyes, qui remporte le Prix du meilleur spectacle privé au Palmarès du Théâtre 2013 et le Molière du Seul-en-scène 2014 pour Grégory Gadebois.

## Théâtre

### Comédie-Française
- Entrée à la Comédie-Française le 1er septembre 1989
- 488e sociétaire le 1er janvier 1994
- Sociétaire honoraire le 1er janvier 2025

#### Comédienne
- 1989 : Amour pour amour de William Congreve, mise en scène André Steiger
- 1989 : Lorenzaccio d'Alfred de Musset, mise en scène Georges Lavaudant
- 1990 : Le Barbier de Séville de Beaumarchais, mise en scène Jean-Luc Boutté
- 1990 : La Mère coupable de Beaumarchais, mise en scène Jean-Pierre Vincent
- 1992 : Le roi s'amuse de Victor Hugo, mise en scène Jean-Luc Boutté
- 1993 : La serva amorosa de Carlo Goldoni, mise en scène Jacques Lassalle
- 1993 : L'Impromptu de Versailles de Molière, mise en scène Jean-Luc Boutté, Salle Richelieu
- 1993 : Le Canard sauvage d'Henrik Ibsen, mise en scène Alain Françon
- 1993 : Le Prix Martin d'Eugène Labiche et Émile Augier, mise en scène Jiří Menzel
- 1994 : Naïves Hirondelles de Roland Dubillard, mise en scène Pierre Vial, Théâtre du Vieux-Colombier
- 1995 : La Thébaïde de Racine, mise en scène Yannis Kokkos, Salle Richelieu
- 1996 : Clitandre ou l'Innocence délivrée de Corneille, mise en scène Muriel Mayette
- 1996 : Moi d'Eugène Labiche et Édouard Martin, mise en scène Jean-Louis Benoît
- 1997 : Tartuffe de Molière, mise en scène Dominique Pitoiset
- 1998 : La Cerisaie d'Anton Tchekhov, mise en scène Alain Françon
- 1999 : George Dandin de Molière, mise en scène Catherine Hiegel, Théâtre du Vieux-Colombier, Salle Richelieu
- 1999 : L'Incorruptible d'Hugo von Hofmannsthal, mise en scène Philippe Adrien, Théâtre du Vieux-Colombier
- 2000 : Un garçon impossible de Petter S. Rosenlund, mise en scène Frédéric Bélier-Garcia, Studio-Théâtre
- 2001 : Pluie de cendres de Laurent Gaudé, mise en scène Michel Favory, Studio-Théâtre
- 2001 : Un millénaire de cris : le Chant des femmes afghanes, lecture-spectacle, Théâtre du Vieux-Colombier
- 2001 : Monsieur de Pourceaugnac de Molière, mise en scène Philippe Adrien, Théâtre du Vieux-Colombier
- 2001 : Le Langue-à-Langue des chiens de roches de Daniel Danis, mise en scène Michel Didym, Théâtre du Vieux-Colombier
- 2002 : Un jour de légende - Les Temps modernes de Victor Hugo d'après La Légende des siècles, poèmes lus à plusieurs voix
- 2002 : Weisman et Copperface de George Tabori, mise en scène Jacques Connort, Studio-Théâtre
- 2002 : Le Dindon de Georges Feydeau, mise en scène Lukas Hemleb
- 2003 : La Forêt d'Alexandre Ostrovski, mise en scène Piotr Fomenko
- 2003 : Le Dindon de Georges Feydeau, mise en scène Lukas Hemleb
- 2004 : Le Conte d'hiver de William Shakespeare, mise en scène Muriel Mayette, Studio-Théâtre
- 2004 : Le Mystère de la rue Rousselet d'Eugène Labiche, mise en scène Thierry de Peretti, Théâtre du Vieux-Colombier
- 2005 : Les Bacchantes d'Euripide, mise en scène André Wilms
- 2005 : Platonov d'Anton Tchekhov, mise en scène Jacques Lassalle, Salle Richelieu
- 2005 : La Forêt d'Alexandre Ostrovski, mise en scène Piotr Fomenko
- 2006 : Cyrano de Bergerac d'Edmond Rostand, mise en scène Denis Podalydès, Salle Richelieu
- 2007 : Il campiello de Carlo Goldoni, mise en scène Jacques Lassalle, Salle Richelieu
- 2007 : Sur la grand-route d'Anton Tchekhov, mise en scène Guillaume Gallienne, Studio-Théâtre
- 2007 : Le Mariage de Figaro de Beaumarchais, mise en scène Christophe Rauck, Salle Richelieu
- 2007 : Cyrano de Bergerac d'Edmond Rostand, mise en scène Denis Podalydès, Salle Richelieu
- 2008 : Le Mariage de Figaro de Beaumarchais, mise en scène Christophe Rauck, Salle Richelieu
- 2008 : Cyrano de Bergerac d'Edmond Rostand, mise en scène Denis Podalydès, Salle Richelieu
- 2009 : La Dispute de Marivaux, mise en scène Muriel Mayette, Théâtre du Vieux-Colombier
- 2009 : Ubu roi d'Alfred Jarry, mise en scène Jean-Pierre Vincent, Salle Richelieu, Mère Ubu
- 2009 : Il Campiello de Carlo Goldoni, mise en scène Jacques Lassalle, Salle Richelieu
- 2009 : Quatre pièces de Georges Feydeau : Fiancés en herbe et Feu la mère de madame, mise en scène Gian Manuel Rau, Théâtre du Vieux-Colombier
- 2010 : Ubu roi d'Alfred Jarry, mise en scène Jean-Pierre Vincent, Salle Richelieu, Mère Ubu
- 2010 : Cyrano de Bergerac d'Edmond Rostand, mise en scène Denis Podalydès, Salle Richelieu
- 2010 : Le Mariage de Figaro de Beaumarchais, mise en scène Christophe Rauck, Salle Richelieu
- 2011 : Un tramway nommé Désir de Tennessee Williams, mise en scène Lee Breuer, Salle Richelieu
- 2011 : Ubu roi d'Alfred Jarry, mise en scène Jean-Pierre Vincent, Salle Richelieu, Mère Ubu
- 2012 : La Trilogie de la villégiature de Carlo Goldoni, mise en scène Alain Françon, Théâtre Éphémère, Vittoria
- 2012 : Le Mariage de Figaro de Beaumarchais, mise en scène Christophe Rauck, Théâtre Éphémère, Suzanne
- 2015 : Le Père d'August Strindberg, mise en scène Arnaud Desplechin, Salle Richelieu, Laura
- 2015 : La maison de Bernarda Alba de Garcia Lorca, mise en scène Lilo Baur, Salle Richelieu, Angustias
- 2017 : Intérieur de Maurice Maeterlinck, mise en scène Nâzim Boudjenah, Studio-Théâtre, Marthe
- 2017 : L'Hôtel du libre échange de Georges Feydeau, mise en scène Isabelle Nanty, Salle Richelieu
- 2018 : Poussière de Lars Noren, mise en scène de l'auteur, Salle Richelieu
- 2019 : Fanny et Alexandre de Ingmar Bergman, mise en scène Julie Deliquet, Salle Richelieu
- 2020 : Le Côté de Guermantes de Marcel Proust, adaptation et mise en scène Christophe Honoré, théâtre Marigny
- 2022 : Gabriel d'après George Sand, mise en scène Laurent Delvert, Théâtre du Vieux-Colombier

#### Mise en scène
- 2006 : Griefs d'Ingmar Bergman, Henrik Ibsen, August Strindberg, Studio-Théâtre
- 2008 : Trois Hommes dans un salon d’après l’interview de Brel–Brassens–Ferré par François-René Cristiani, Studio-Théâtre
- 2010 : Les Naufragés de Guy Zilberstein, Théâtre du Vieux-Colombier
- 2014 : La double Inconstance de Marivaux, Salle Richelieu[7]
- 2016 : La Ronde d'Arthur Schnitzler, Théâtre du Vieux-Colombier

### Hors Comédie-Française

#### Mise en scène
- 2012 : Des fleurs pour Algernon, d'après Daniel Keyes, adaptation Gérald Sibleyras, Comédie des Champs-Élysées
- 2018 : Coupes sombres de Guy Zilberstein, théâtre du Rond-Point
- 2019 : Madame Favart de Jacques Offenbach, Opéra-Comique[8]
- 2025 : Cyrano de Bergerac d'Edmond Rostand, Théâtre Antoine - Simone-Berriau

## Filmographie
- 1988 : La Grande séance (court métrage) d'Yves Benoît et Jean-Hugues Lime : une spectatrice
- 1989 : Un monde sans pitié d'Eric Rochant : Adeline
- 1992 : Vincennes Neuilly de Pierre Dupouey : Sophie
- 1992 : Les Amies de ma femme de Didier van Cauwelaert : Edmée
- 1996 : La Servante aimante de Jean Douchet : Rosaura
- 2002 : Mille millièmes de Rémi Waterhouse : Jeanne
- 2004 : Pour le plaisir de Dominique Deruddere : Madame Weckmann
- 2004 : Marcel ! (court métrage) de Jean Achache : la galeriste
- 2005 : Saint-Jacques… La Mecque de Coline Serreau : Edith, la femme de Pierre
- 2005 : Stricteternum (court métrage) de Didier Fontan : Edith, la femme de Pierre
- 2006 : Ces chansons qui ont changé ma vie (court métrage) de Bruno Podalydès : présentatrice de l'émission télévisée. Des extraits du CM ont été utilisés par Alain Resnais dans Cœurs (2006)
- 2009 : Un soir au club de Jean Achache : Laura
- 2018 : Pupille de Jeanne Herry : éducatrice du service d'adoption
- 2021 : Guermantes de Christophe Honoré : elle-même
- 2022 : Le Lycéen de Christophe Honoré : Sonia

## Distinctions
- Palmarès du théâtre 2013 : Prix du théâtre privé et Prix du comédien (Gregory Gadebois) pour Des fleurs pour Algernon
- Molières 2018 : Nomination au Molière de la comédienne dans un spectacle de théâtre public pour L'Hôtel du libre échange